# Élections cantonales fribourgeoises de 2021
Les élections cantonales fribourgeoises de 2021 ont lieu les 7 novembre et 28 novembre 2021 afin de renouveler pour cinq ans les membres du Grand conseil et du Conseil d'État du canton Suisse de Fribourg,.

## Mode de scrutin

### Grand Conseil
Le Grand Conseil se compose de 110 députés élus par le peuple pour une durée de cinq ans au scrutin proportionnel. La loi définit au maximum huit cercles électoraux. Elle assure une représentation équitable des régions du canton.

### Conseil d'État
Les membres du Conseil d'État sont élus tous les cinq ans au système majoritaire à deux tours, le premier tour ayant lieu le même jour que l'élection du Grand Conseil.

## Résultats

### Grand Conseil
L'élection a lieu le 7 novembre 2021. 
|                           |                              |                          |           |       |     |        |               |  |  |
| Parti                     | Parti                        | Sigle                    | Voix      | %     | +/- | Sièges | +/-           |  |  |
|                           | Le Centre                    | LC                       | 261 921   | 22,08 | 1,7 | 26     | 1             |  |  |
|                           | Parti libéral-radical        | PLR                      | 238 848   | 20,14 | 1,6 | 23     | 2             |  |  |
|                           | Parti socialiste             | PS                       | 222 389   | 18,75 | 5,4 | 21     | 7             |  |  |
|                           | Union démocratique du centre | UDC                      | 205 036   | 17,29 | 2,0 | 18     | 3             |  |  |
|                           | Union démocratique fédérale  | UDF                      | 205 036   | 17,29 | 2,0 | 1      | 1             |  |  |
|                           | Les Verts                    | PES                      | 141 866   | 11,96 | 6,9 | 13     | 7             |  |  |
|                           | Vert'libéraux                | PVL                      | 49 557    | 4,18  | 1,6 | 3      | 2             |  |  |
|                           | Centre gauche - PCS          | PCS                      | 49 333    | 4,16  | 0,4 | 4      | en stagnation |  |  |
|                           | Divers                       | Ind                      | 17 088    | 1,44  | 1,5 | 1      | 1             |  |  |
| Total des voix            | Total des voix               | Total des voix           | 1 186 038 | 100   |     |        |               |  |  |
|                           |                              |                          |           |       |     |        |               |  |  |
| Votes valides             |                              |                          |           |       |     |        |               |  |  |
| Votes blancs et invalides |                              |                          |           |       |     |        |               |  |  |
| Total                     | Total                        | Total                    |           | 100   | -   | 110    | en stagnation |  |  |
| Abstention                |                              |                          |           |       |     |        |               |  |  |
| Inscrits / participation  | Inscrits / participation     | Inscrits / participation |           | 37,83 |     |        |               |  |  |

### Conseil d'État
Le premier tour a lieu le 7 novembre 2021, le second le 28 novembre 2021.
| Candidats                | Candidats                | Partis | Premier tour | Premier tour | Second tour | Second tour |
| Candidats                | Candidats                | Partis | Voix         | Élu          | Voix        | Élu         |
| ------------------------ | ------------------------ | ------ | ------------ | ------------ | ----------- | ----------- |
|                          | Jean-François Steiert    | PS     | 32 832       | Non          | 40 317      | Oui         |
|                          | Sylvie Bonvin-Sansonnens | PES    | 30 833       | Non          | 41 047      | Oui         |
|                          | Didier Castella          | PLR    | 30 623       | Non          | 52 847      | Oui         |
|                          | Valérie Piller Carrard   | PS     | 30 142       | Non          | 39 545      | Non         |
|                          | Olivier Curty            | LC     | 26 341       | Non          | 51 653      | Oui         |
|                          | Alizée Rey               | PS     | 25 354       | Non          |             |             |
|                          | Romain Collaud           | PLR    | 24 960       | Non          | 49 745      | Oui         |
|                          | Sophie Tritten           | PCS    | 24 403       | Non          | 36 262      | Non         |
|                          | Jean-Pierre Siggen       | LC     | 22 712       | Non          | 44 185      | Oui         |
|                          | Luana Menoud-Baldi       | LC     | 17 044       | Non          |             |             |
|                          | Philippe Demierre        | UDC    | 14 084       | Non          | 40 710      | Oui         |
|                          | Adrian Brügger           | UDC    | 13 833       | Non          |             |             |
|                          | David Papaux             | UDC    | 12 899       | Non          |             |             |
|                          | Gilberte Schär           | UDC    | 12 220       | Non          |             |             |
|                          | Irene Bernhard           | PVL    | 5 743        | Non          |             |             |
|                          | Loris Grandjean          | PVL    | 4 712        | Non          |             |             |
|                          | Claudio Rugo             | PA     | 2 613        | Non          |             |             |
|                          | Nicole Ayer              | DDSN   | 1 804        | Non          |             |             |
|                          | Michèle Courant          | DDSN   | 1 586        | Non          |             |             |
|                          |                          |        |              |              |             |             |
| Votes valides            |                          |        |              |              |             |             |
| Votes blancs             |                          |        |              |              |             |             |
| Votes nuls               |                          |        |              |              |             |             |
| Total                    |                          |        |              |              |             |             |
| Abstention               |                          |        |              |              |             |             |
| Inscrits / participation |                          |        |              |              |             |             |